# Ballet Shoes
Ballet Shoes (tựa Việt: Đôi giầy Ba-lê) là một bộ phim truyền hình Anh năm 2007, được Heidi Thomas chuyển thể từ tiểu thuyết cùng tên năm 1936 của Noel Streatfeild. Phim được sản xuất bởi Granada Productions (trước đây là Granada Television) và được công chiếu trên BBC One vào ngày 26 tháng 12 năm 2007. Phim được đạo diễn bởi Sandra Goldbacher.
Một phiên bản chuyển thể trước đây của phim đã được BBC sản xuất theo dạng chương trình truyền hình từng tập vào năm 1975 và do Timothy Combe đạo diễn. "Đôi giầy Ba-lê" có sự tham gia của "cựu diễn viên Harry Potter" Emma Watson trong vai Pauline Fossil, Gemma Jones trong vai Tiến sĩ Jakes và Richard Griffiths trong vai Gum.

## Tóm tắt
Một đứa trẻ mồ côi thực tế, Sylvia Brown, và cô y tá nghiêm khắc của cô, Nana đến sống tại nhà của chú Gum ở London, Anh sau khi cha mẹ cô qua đời. Gum là một nhà cổ sinh vật học và không muốn đưa cháu gái của mình vào, nhưng vẫn mủi lòng khi biết rằng mình là người thân duy nhất còn sống của cô. Gum đi xa rất nhiều trong những chuyến du lịch thu thập hóa thạch, nhưng anh ta gửi thư và quà cho Sylvia và cô học cách yêu anh.
Nhiều năm sau, Sylvia giờ đã trưởng thành và vẫn sống cùng Gum và Nana. Gum mang về cho cô một bé gái mồ côi, người đã được giải cứu khỏi RMS  Titanic  sau khi cha mẹ cô bị chết đuối khi con tàu đâm phải một tảng băng trôi. Anh ta đặt tên cho cô là Pauline Fossil. Gum thông qua hợp pháp Pauline. Khi Pauline được hai tuổi, Gum nhận nuôi một đứa trẻ mồ côi khác mà anh tìm thấy, một bé gái người Nga tên là Petrova. Cha mẹ ruột của Petrova bị giết chết thảm thương. Năm 1923, Gum nhận nuôi em bé thứ ba, Posy, với đôi giày ba lê mà mẹ cô sở hữu và dây chuyền cho ba cô gái. Trong một bức thư Gum giải thích rằng cha của Posy đã chết và mẹ cô không có thời gian chăm sóc con gái mình. Anh ta cũng để lại một số tiền trong ngân hàng cho Sylvia, đủ để tồn tại năm năm. Đó là lần cuối cùng gia đình nghe thấy anh.
Trong Đại suy thoái, Pauline và Petrova đến trường tại Cromwell House, nhưng Sylvia không đủ khả năng để gửi Posy. Khi hết tiền của Gum, Sylvia phải đuổi Pauline và Petrova ra khỏi trường. Khi hết tiền, cô đưa bốn người nội trú đến sống trong nhà: Theo Dane, một giáo viên dạy nhảy không thực tế; John Simpson, người làm việc với ô tô; và Tiến sĩ Smith và Tiến sĩ Jakes, những học giả đã nghỉ hưu.
Pauline, Petrova và Posy được các giáo sư truyền cảm hứng để "ghi tên mình vào sách lịch sử" để phục vụ cho đất nước của họ. Họ thề sẽ làm điều đó, và lặp lại lời thề mỗi Giáng sinh và sinh nhật.
Theo nói với Sylvia hãy để các cô gái tập luyện tại Học viện Khiêu vũ và Huấn luyện Sân khấu của Trẻ em, một trường sân khấu. Sylvia và Nana từ chối, nhưng sau khi nói chuyện với Theo, bác sĩ Smith và bác sĩ Jakes, Sylvia miễn cưỡng đồng ý để các cô gái được đào tạo để kiếm sống. Trong khi đó, Tiến sĩ Smith và Tiến sĩ Jakes bắt đầu dạy Pauline, Petrova và Posy. Các cô gái trở nên rất bận rộn. Pauline đã đủ lớn để diễn trên sân khấu và thử vai cho vai Alice trong  Alice in Wonderland . Cô cho mượn dây chuyền của Gum cho ông Simpson để lấy tiền cho một chiếc áo choàng dài và sẽ trả lại cho anh ta bằng tiền lương của cô. Pauline có được một phần, và làm rất tốt với Alice. Cô đưa ba mươi shilling cho Sylvia để lấy tiền dọn phòng. Nhưng vai trò thuộc về Pauline và cô ấy thô lỗ với Winifred, người dưới quyền của cô ấy. Pauline cuối cùng đã mất bình tĩnh trước ông Pháp, giám đốc, và vì cô ấy thô lỗ, Pauline bị đuổi khỏi vở kịch và vai trò thuộc về Winifred.
Posy, được chú ý bởi Madame Fidolia, chủ sở hữu của trường, rất có tài về múa ba lê. Madame Fidolia hiện chỉ dạy múa ba lê cổ điển. Tuy nhiên, Petrova ghét nhảy múa và thích làm việc với ô tô và máy bay. Cô và ông Simpson trở thành những người bạn rất tốt. Sylvia bắt đầu yêu ông Simpson. Cô ấy có phổi xấu và sức khỏe của cô ấy bắt đầu xấu đi. Petrova lo lắng cho cô.
Buổi thử giọng của Petrova và Pauline cho vai trò là tiên nữ trong  Giấc mộng đêm hè . Petrova làm rất tệ, nhưng cô ấy đã đính hôn vì không ai khác thử vai cho cô ấy. Pauline cũng đính hôn. Petrova không làm tốt trong các buổi tập, và gần như bị sa thải. Cô ấy không thích diễn xuất nhưng làm việc đó vì tiền. Khi  Giấc mộng đêm hè  xuất hiện, Pauline muốn thử giọng với Petrova cho một vở kịch khác, nhưng Petrova cảnh báo cô hãy dừng việc lên sân khấu.
Các cô gái và Sylvia đi cắm trại. Ông Simpson đến nói với họ rằng Pauline sẽ thử vai cho một bộ phim,  Charles In Exile . Cô ấy có một phần, nhưng thấy phim diễn xuất khó và không thích. Sau khi quay phim, Pauline và Petrova chơi trong một kịch câm của  Cinderella . Ngay cả với tiền từ bộ phim và vở kịch, Sylvia không đủ khả năng để giữ nhà của họ và bán nó.
Posy được Madame Fidolia mang đến xem vở ballet của Valentin Manoff. Posy muốn đến trường múa ba lê của mình ở Tiệp Khắc. Madame bị đột quỵ và bị tê liệt, và Posy bị tàn phá.  Charles In Exile  là một hit và Pauline đã được phát hiện. Cô ấy được đề nghị một hợp đồng trong năm năm tại Hollywood, nhưng cô ấy không chắc chắn rằng mình nên lấy nó.
Posy chạy đến vở ballet của Manoff. Cô nhảy cho anh và anh muốn dạy cô. Pauline ký hợp đồng để Posy có thể đến Tiệp Khắc cùng với Nana và Sylvia sẽ đến Hollywood cùng cô. Thật bất ngờ, Gum trở lại an toàn và âm thanh. Ông đồng ý dạy cho Petrova lái máy bay. Bộ phim kết thúc với cảnh Pauline và Posy thề sẽ đưa Petrova vào sử sách, trong khi Petrova bay qua đám cưới của Sylvia và ông Simpson.

## Diễn viên
- Emma Watson vai Pauline Fossil
  - Lucy Watson vai Pauline lúc nhỏ[3]
- Yasmin Paige vai Petrova Fossil
- Lucy Boynton vai Posy Fossil
- Richard Griffiths vai Ông chú tuyệt vời Matthew Brown "Gum"
- Victoria Wood vai Nana
- Emilia Fox vai Sylvia Brown
- Eileen Atkins vai Madame Fidolia
- Peter Bowles vai Quý ngài Donald Houghton
- Marc Warren vai Ông John Simpson
- Harriet Walter vai Tiến sỹ Smith
- Gemma Jones vai Tiến sỹ Jakes
- Lucy Cohu vai Theodora "Theo" Dane
- Heather Nicol vai Winifred Bagnall
- Mary Stockley vai Miss Jay
- Skye Bennett vai Sylvia lúc trẻ
- Don Gallagher vai Ông French
- Annabella Anderson vai bạn của Pauline Fossil
- Nicolette Baker vai cô gái trẻ mặc chiếc đầm đỏ.
- Adrian Lester vai Ông Sholsky, một đạo diễn phim.[4]

## Phân vai
Một báo cáo tháng 7 năm 2007 từ Digital Spy do Kimberley Dadds viết đã tuyên bố sự tham gia của Woods, Griffiths và Warren; BBC tuyên bố rằng việc tuyển chọn vai diễn của hai chị em sẽ diễn ra sau đó một tuần. Emilia Fox đóng vai một phần của Sylvia Brown trong bản chuyển thể này; Mẹ của cô, Joanna David, đã đóng một phần của Theo Dane trong bản chuyển thể năm 1975 của BBC cho cùng một câu chuyện. Emma Watson, Richard Griffiths và Gemma Jones đều từng tham gia các bộ phim trong loạt phim Harry Potter, đóng vai Hermione Granger, chú Vernon Dursley và Madam Poppy Pomfrey. Ngoài ra, Gemma Jones đóng vai chính trong bộ phim chuyển thể giác quan và giác quan năm 1995 với vai bà Dashwood, trong khi Lucy Boynton (Posy) đóng vai Margaret Dashwood trong bộ phim chuyển thể từ tiểu thuyết năm 2008 của BBC. Louise Keller của Urban Cinefile lưu ý rằng đây là vai diễn đầu tiên của Emma Watson ngoài vai Hermione, mặc dù giọng nói của cô sau đó sẽ được nghe trong The Tale of Despereaux. Hai cô gái sinh đôi giống hệt Lucy và Nina Watson, người thay phiên nhau đóng vai Pauline trẻ hơn trong bộ phim này, là hai chị em gái cùng cha khác mẹ của Emma Watson và chỉ xuất hiện trong phiên bản DVD chưa cắt của bộ phim.

## Sản xuất
Trong một thông cáo báo chí vào tháng 7 năm 2007, bộ phim sẽ bắt đầu quay vào tháng 8 năm đó. Nhà biên kịch và nhà sản xuất Heidi Thomas gọi lịch trình là "giết người".
Cả Victoria Wood và Thomas đều mô tả tiểu thuyết của Streatfeild là một cuốn sách mà họ đã trân trọng từ lâu. Nhà sản xuất Piers Wenger, người cho biết bộ phim có "câu chuyện vượt qua mạnh mẽ", liên quan đến bộ phim với "giáo phái tài năng truyền hình" hiện nay, và nói rằng nó "cũng là một liều thuốc giải độc tuyệt vời cho khái niệm nổi tiếng vì danh tiếng ".

## Phát sóng và phát hành
Bộ phim được phát hành trên DVD ở châu Âu tại khu vực 2 vào ngày 7 tháng 1 năm 2008. Bộ phim đã được phát hành giới hạn tại các rạp ở Hoa Kỳ vào ngày 26 tháng 8 năm 2008; đây có thể được xem là một phần trong sáng kiến của Screenvision để mở rộng địa điểm của nó. Theo thông cáo báo chí trên trang web của Screenvision, KOCH Vision đã mua bản quyền Giải trí gia đình Bắc Mỹ từ Quốc tế Granada và hợp tác với Screenvision; Chủ tịch KOCH Vision Michael Rosenberg nói rằng hoạt động sân khấu sẽ giúp quảng bá DVD. Các rạp chiếu tham gia đã quảng bá bộ phim bằng một đoạn giới thiệu và một poster vào đầu tháng 8 và Random House đã quảng bá "Shoe Books", kết hợp với bộ phim. Giày ba lê được phát hành trên DVD ở Bắc Mỹ, khu vực 1, vào ngày 2 tháng 9 năm 2008. Bộ phim được công chiếu vào đêm Giáng sinh trên TV ONE ở New Zealand. Nó sẽ được phát sóng ở Canada trên CBC. Nó được phát sóng ở Úc vào ngày 7 tháng 6 năm 2009.

## Đón nhận
Trên Rotten Tomatoes, bộ phim được đánh giá 100% dựa trên những đánh giá từ 6 nhà phê bình.
Wayne Myers của The Oneida Daily Dispatch gọi đây là "bộ phim có thể chấp nhận được, xuất hiện thường xuyên hơn từ những nơi khác hiện nay so với Hollywood", và ca ngợi những màn trình diễn của Paige, Watson, Boynton và Nicol. Brian Orndorf đã viết rằng Emilia Fox trong vai Sylvia "tạo nên cột sống của câu chuyện" và Goldbacher "thận trọng khi âm thầm dệt diễn xuất trong suốt bộ phim để cắt xén bất kỳ cám dỗ sacarine nào." Betty Joe Tucker của reelTalk Movie Đánh giá cách này phim gợi lên những năm 1930. Gina Catanzarite, trong một bài đánh giá cho Sự lựa chọn của cha mẹ, cho rằng có thể có quá nhiều tài liệu cốt truyện cho thời gian hoạt động tương đối ngắn của bộ phim.

## Điểm khác với phiên bản sách
- Trong phim, Winifred Bagnall tỏ ra khá kiêu ngạo vì cô là "học sinh toàn diện nhất" trong học viện, và bệnh tình của cha cô cũng như tình trạng tài chính ít ỏi của cô chỉ được đề nghị một vài lần. Trong cuốn sách, Winifred ít tự phụ hơn và người ta phát hiện sớm rằng Winifred có tham vọng vì bệnh của cha cô là nguyên nhân của cuộc đấu tranh tài chính của gia đình cô, khiến cô trở thành người lớn nhất trong số sáu đứa trẻ kiếm sống để giúp đỡ gia đình.
- Gợi ý trong phim là Winifred thay thế Pauline thành Alice. Trong cuốn sách chỉ xuất hiện trong một đêm, Pauline không bị sa thải mà chỉ đơn giản là cô ấy không thể thiếu sau khi thái độ của cô ấy ra khỏi tầm tay.
- Bộ phim có ông Simpson một người góa vợ yêu Sylvia. Trong cuốn sách vợ anh còn sống và không có chuyện tình lãng mạn với Sylvia.
- Posy trở nên thiếu thiện cảm hơn trong phim, cô biết Madame bị tê liệt cả đời nhưng cô vẫn chỉ quan tâm đến bản thân mình. Trong cuốn sách, cô cư xử ích kỷ vì những người xung quanh đã hạ gục căn bệnh của Madame, khiến Posy cảm thấy bị bỏ rơi vì một căn bệnh tầm thường.
- Trong cuốn sách, Pauline và Petrova đóng vai chính trong vở nhạc kịch của học viện khi còn trong phim, họ không làm thế.
- Trong cuốn sách, Sylvia và mẹ cô chuyển đến sống cùng Gum sau khi cha cô qua đời. Khi 16 tuổi, mẹ của Sylvia qua đời khiến cô trở thành một đứa trẻ mồ côi. Trong phim, bố mẹ của Sylvia đều chết cùng nhau.
- Trong cuốn sách, Gum rất vui khi có Sylvia chuyển đến với anh ta trong khi trong phim, anh ta miễn cưỡng có cháu gái sống với anh ta cho đến khi cô nói chuyện với anh ta.
- Trong cuốn sách, bởi vì Tiến sĩ Smith và Tiến sĩ Jakes sẽ mang đến cho chị em Fossil một nền giáo dục, Sylvia không nghĩ rằng việc các cô gái đến Học viện Khiêu vũ và Huấn luyện Sân khấu của Trẻ em là điều thực tế. Trong phim, Sylvia nói rằng tiền là lý do khiến cô không muốn Pauline, Petrova và Posy tham dự Học viện đào tạo và khiêu vũ sân khấu của The Children.
- Trong cuốn sách, Nana nghĩ rằng việc các cô gái tham gia Học viện Khiêu vũ và Huấn luyện Sân khấu của Trẻ em là một ý tưởng hay trong khi trong phim, cô ấy đồng ý với Sylvia rằng việc các cô gái trở thành học sinh của Học viện Trẻ em là không thực tế. Khiêu vũ và đào tạo sân khấu.
- Trong cuốn sách, Sylvia là người đặt tên cho Pauline khi trong phim Gum chọn tên của Pauline.
- Trong phim, Petrova đi kèm với tên của cô ấy trong khi trong cuốn sách, Sylvia chọn tên của Petrova.
- Trong cuốn sách Cha đẻ của Posy chết trước khi cô ấy chào đời. Trong phim cha đẻ của Posy không bao giờ được nhắc đến.
- Trong cuốn sách, Gum rút lui khỏi việc săn hóa thạch sau khi chân bị cắt cụt do một tai nạn leo núi và sau đó quyết định đi du lịch khắp thế giới. Trong phim, Gum có một cái chân gỗ toàn bộ thời gian và vẫn tiếp tục săn lùng hóa thạch.
- Trong bộ phim, cha đẻ của Petrova, ông Vladimir đã chết sau khi bị làm việc đến chết trong các mỏ muối. Trong cuốn sách, ông bị bệnh và sẵn sàng chết. Trước khi chết, ông đã từ bỏ Petrova để nhận con nuôi.
- Trong cuốn sách, Sylvia dạy Posy và Tiến sĩ Jakes và Tiến sĩ Smith dạy Pauline và Petrova. Trong phim, Tiến sĩ Jakes và Tiến sĩ Smith dạy cho hai chị em Fossil cùng một lúc.
- Trong phim Gum gửi cho chị em nhà Fossil dây chuyền của họ bằng đôi giày ba lê của Posy khi Posy đến. Trong cuốn sách, các cô gái lấy dây chuyền từ Gum sau khi Posy đến.
- Trong phim Theo sẽ thuê một phòng tại nhà của Gum với điều kiện hai chị em Fossil tham gia Học viện Khiêu vũ và Huấn luyện Sân khấu của Trẻ em. Trong cuốn sách, Theo thuê một căn phòng tại nhà của Gum trước khi nói chuyện với Sylvia để cho các cô gái đến học viện.
- Trong cuốn sách, Sylvia chỉ muốn các cô gái được giáo dục thay vì được đào tạo tại Học viện Khiêu vũ và Huấn luyện Sân khấu của Trẻ em. Tuy nhiên, trong phim, Sylvia cuối cùng cũng ấm lên với ý tưởng về những cô gái được đào tạo để kiếm sống.